# Глоговац
Глоговац (алб. Gllogoc, Gllogoci; Gllogovc, Gllogovci; Drenas, Drenasi) је градско насеље и седиште истоимене општине у Србији, који се налази у централном делу Косова и Метохије и припада Косовском управном округу. Према попису из 2024. било је 7.081 становника.

## Географија
Глоговац се налази између планине Чичавица на истоку и брда Дренице на северу и западу, око 30 km западно од Приштине. Представља средиште планинске регије Дреница, познате као главно упориште терористичке Ослободилачке војске Косова за време рата на Косову и Метохији.

## Историја
Општинско средиште на падинама планине Космач и у долини реке Дренице. Од просечног села, педесетогодишњим улагањима Србије, Од 1945. до 1999. године, село Глоговац прерасло је у градић са новим зградама, асфалтираним улицама и тротоарима са канделабрима, рудником „Фероникл“ фабриком текстилних производа „Клуз“ из Београда, управним зградама рудника, установа, школа, водоводом, зградама трговинских предузећа и новим стамбеним зградама — једном речју, у савремени град.
Јужно од Глоговца, на планини Космач, изнад Врела, извора планинске воде, постојали су средњовековна црква Јежевица и манастир које је, по предању и неким мишљењима историчара, подигао српски краљ Милутин - Јежевица је обновљена у Чикатову 1935. Албанци су априла месеца 1941. године спалили и разорили 109 српских кућа заједно са црквом и све Србе протерали.
Снаге НАТО–а су 30. априла 1999. бомбардовале рударски комбинат „Фероникл“, потпуно уништиле управне зграде, радионице, пратеће зграде предузећа у којем је било запослено око 3.000 радника, махом Албанаца. Албанци су маја 1999, по други пут у 20. веку, протерали све Србе не само из села, него и из рудника и тамошњих фабрика, установа, предузећа, приватних и друштвених станова.

## Становништво
Према попису из 1981. године град је био углавном насељен Албанцима. Након рата 1999. године већина малобројних Срба је напустила Глоговац.
| Етнички састав према попису из 1961.‍ | Етнички састав према попису из 1961.‍ | Етнички састав према попису из 1961.‍ | Етнички састав према попису из 1961.‍ | Етнички састав према попису из 1961.‍ |
| ------------------------------------ | ------------------------------------ | ------------------------------------ | ------------------------------------ | ------------------------------------ |
|                                      |                                      |                                      |                                      |                                      |
| Албанци                              | Албанци                              |                                      | 709                                  | 84,8%                                |
| Срби                                 | Срби                                 |                                      | 90                                   | 10,8%                                |
| Црногорци                            | Црногорци                            |                                      | 34                                   | 4,1%                                 |
| Укупно: 836                          |                                      |                                      |                                      |                                      |

| Етнички састав према попису из 1981.‍ | Етнички састав према попису из 1981.‍ | Етнички састав према попису из 1981.‍ | Етнички састав према попису из 1981.‍ | Етнички састав према попису из 1981.‍ |
| ------------------------------------ | ------------------------------------ | ------------------------------------ | ------------------------------------ | ------------------------------------ |
|                                      |                                      |                                      |                                      |                                      |
| Албанци                              | Албанци                              |                                      | 2.416                                | 99%                                  |
| Срби                                 | Срби                                 |                                      | 19                                   | 0,8%                                 |
| Укупно: 2.440                        |                                      |                                      |                                      |                                      |

| Етнички састав према попису из 2011.‍ | Етнички састав према попису из 2011.‍ | Етнички састав према попису из 2011.‍ | Етнички састав према попису из 2011.‍ | Етнички састав према попису из 2011.‍ |
| ------------------------------------ | ------------------------------------ | ------------------------------------ | ------------------------------------ | ------------------------------------ |
|                                      |                                      |                                      |                                      |                                      |
| Албанци                              | Албанци                              |                                      | 6.129                                | 99,8%                                |
| остали                               | остали                               |                                      | 14                                   | 0,2%                                 |
| Укупно: 6.143                        |                                      |                                      |                                      |                                      |

Број становника на пописима:
|             | \| Демографија[6] \| Демографија[6] \| Демографија[6] \| \| Година \| Становника \| Становника \| \| -------------- \| -------------- \| -------------- \| \| 1948. \| 558 \| \| \| 1953. \| 658 \| \| \| 1961. \| 836 \| \| \| 1971. \| 1.343 \| \| \| 1981. \| 2.440 \| \| \| 1991. \| 4.499 \| \| |            |
| Демографија | |            |
| Година      | Становника | Становника |
| 1948.       | 558 |            |
| 1953.       | 658 |            |
| 1961.       | 836 |            |
| 1971.       | 1.343 |            |
| 1981.       | 2.440 |            |
| 1991.       | 4.499 |            |